# بيا ميراندا
بيا ميراندا (بالإنجليزية: Pia Miranda)‏ هي ممثلة أسترالية، ولدت في 15 يونيو 1973 بملبورن في أستراليا.

## وصلات خارجية
- بيا ميراندا على موقع IMDb (الإنجليزية)
- بيا ميراندا على موقع ألو سيني (الفرنسية)
- بيا ميراندا على موقع أول موفي (الإنجليزية)
- بيا ميراندا على موقع قاعدة بيانات الفيلم (الإنجليزية)
- بيا ميراندا على موقع كينوبويسك (الروسية)